# Портер, Эрик Ричард
Эрик Ричард Портер (англ. Eric Richard Porter, 8 апреля 1928 — 15 мая 1995) — английский актёр театра, кино и телевидения.

## Биография
Родился в районе Шеперд-Буш Лондона в семье автобусного кондуктора Ричарда Джона и Фебы Элизабет, урождённой Спалл. Его родители надеялись, что он станет электротехником, поэтому он получил образование в техническом колледже в Уимблдоне, затем работал паяльщиком в компаниях Marconi Telegraph и в Wireless company. Впервые выступил на сцене Кембриджского театра в 1945 году в возрасте of 17 лет.
В 1955 году сыграл главную роль в пьесе Бена Джонсона «Volpone» на сцене театра Bristol Old Vic. В 1959 году Портер удостоился награды «London Evening Standard award» за игру в пьесе Ибсена на сцене театра Ройал-Корт. В 1960 году вступил в королевскую шекспировскую группу. В этом же году сыграл роль Фердинанда в пьесе Джона Уэбстера «Герцогиня Мальфи». В 1962 году сыграл роль Якимо в пьесе Шекспира «Цимбелин». Также он играл роли Улисса, Макбета, Леонта, Мальволио, Шейлока, короля Лира и Генриха IV. Портер сыграл роль Барабаса в пьесе Марло «Jew of Malta». За роль адвоката Сомса Форсайта в телесериале «Сага о Форсайтах» канала ВВС он удостоился награды «лучшему актёру» академии BAFTA".
Подвергся критике за роль Невилла Чемберлена в сериале «Winston Churchill: The Wilderness Years» сыгранную в 1981 году. Портер сыграл роль графа Броновски в телесериале The Jewel in the Crown. Также он сыграл роли Фейджина в телесериале канала BBC 1985 года Oliver Twist; Томаса Дарнфорта в телепостановке пьесы «Суровое испытание» канала BBC 1980 года и профессора Мориарти (в дуэте с Джереми Бреттом, сыгравшем роль Шерлока Холмса) в сериале «Приключения Шерлока Холмса» (в сериях Союз рыжих и Последнее дело Холмса — обе вышли в 1984 году. также он сыграл роль Полония в телепостановке пьесы «Гамлет» 1980 года сериала BBC Shakespeare канала BBC (главную роль сыграл Дерек Джекоби.
Портер продолжал выступать на сцене, выиграв в 1998 году награду «Лучшему театральному актёру» лондонской газеты Evening Standard за роль в пьесе «Кошка на раскалённой крыше». Последней роль на экране стала роль художника Джеймса Плейера в телепьесе Денниса Поттера ремейке Message for Posterity 1994 года.
Умер от рака толстого кишечника в Лондоне в 1995 году, в возрасте 67 лет.
Британская актриса Сьюзан Энджел рассказала писателю-биографу Роберту Селлерсу, что Эрик Портер был гомосексуалистом:"Его памятная награда BAFTA «Лучшему актёру» за роль Сомса в телепостановке «Саги о Форсайтах» канала ВВС могла привести его к большим высотам, но этого не произошло. Он не мог подавить свою ориентацию. Жизнь геев в те дни была кошмаром. Я не знаю как им удавалось выжить, и многие этого не смогли. Вы могли попасть в тюрьму будучи пойманными. Я думаю он ужасно страдал. Он мучился.

## Фильмография
- Падение Римской империи (1964) — Дидий Юлиан
- Пожиратель тыкв (1964) — психиатр
- The Heroes of Telemark (1965) — Йозеф Тербовен
- Kaleidoscope (1966) — Harry Dominion
- Сага о Форсайтах (1967) — Сомс Форсайт
- The Lost Continent (1968) — Capt. Lansen
- Hands of the Ripper (1971) — Dr. John Pritchard
- Николай и Александра (1971) — Пётр Столыпин
- Антоний и Клеопатра (1972) — Агенобарб
- The Belstone Fox (1972) — Asher Smith
- Гитлер: Последние десять дней (1973) — генерал von Greim
- День Шакала (1973) — полковник Рода
- Callan (1974) — охотник
- Hennessy (1975) — Шон Тобин
- Anna Karenina (1977) — А. А. Каренин
- The Thirty Nine Steps (1978) — Lomas
- Little Lord Fauntleroy (1980) — Havisham
- The Crucible (TV, 1980) — Governor Danforth
- Why Didn't They Ask Evans? (телепостановка 1980) — Dr. Nicholson
- Winston Churchill: The Wilderness Years (TV, 1981) — Невилл Чемберлен
- The Jewel in the Crown (TV, 1984) — Dimitri Bronowsky
- Приключения Шерлока Холмса: серии «Союз рыжих» и «Последнее дело Холмса» (телесериал, 1984) — Профессор Мориарти
- Oliver Twist (телесериал BBC, 1985) — Феджин